# Arno Meyer zu Küingdorf
Arno Meyer zu Küingdorf (* 1960 in Bad Oeynhausen) ist ein deutscher Schriftsteller und Unternehmer.

## Leben
Meyer zu Küingdorf wurde als zweiter Sohn des Künstlerpaars Lisa und Arthur Meyer zu Küingdorf 1960 in Bad Oeynhausen geboren. Seine Eltern lernten sich an der Landeskunstschule in Hamburg kennen und heirateten 1952. Seine Mutter Lisa Meyer zu Küingdorf ist Bildweberin, sein Vater Arthur ist ein Aquarell-Maler. Sein älterer Bruder ist der Grafiker und Autor Ulf Meyer zu Kueingdorf.
Arno Meyer zu Küingdorf studierte Philosophie und Kunstgeschichte an der Universität Hamburg. In seinen Werken als Schriftsteller widmet er sich vor allem kriminalistischen Stoffen. So veröffentlichte er unter anderem den Roman Der Selbstmörder-Klub (1999) über die sogenannte „Steglitzer Schülertragödie“, 2004 neu aufgelegt unter dem Titel Was nützt die Liebe in Gedanken als Roman zum gleichnamigen Film. Mit seinem Kriminalroman Die Richterin (2000) war Arno Meyer zu Küingdorf einer der ersten deutschen Autoren, deren Buch, bevor es gedruckt erschien, als E-Book publiziert wurde. Kreis des Schweigens (1996), ein 430 Seiten starker Politthriller, beruht auf dem nicht aufgeklärten Mord an Alfred Herrhausen, dem Vorstandsvorsitzenden der Deutschen Bank.
Arno Meyer zu Küingdorf leitete ein Hamburger Programmkino, schrieb Drehbücher und Scripts, ist als Art Director tätig und entwickelt digitale Technologieprojekte, u. a. im Dokumentenmanagementbereich und im lokalen Marketing. 2012 gründete er das Berliner Start-Up Unternehmen Die Kochmamsell.
Basierend auf dem Roman Was nützt die Liebe in Gedanken schrieb er im Auftrag des Landestheaters Coburg im Jahr 2015 das gleichnamige Theaterstück. Uraufführung war im Januar 2016. Regie führte Johannes Zametzer. Als Theaterautor wird er vom Fischer Theater und Medienverlag vertreten.